# ساینس دیلی
ساینس دیلی (به انگلیسی: Scince Daily) یک وب‌گاه خبری و علمی است که در سال ۱۹۹۵ بنیادگذاری‌شد. این وب‌گاه هم‌اکنون بیش از ۳ میلیون بازدیدکنندهٔ ماهانه دارد و بیش از ۱۵ میلیون صفحه ایجاد کرده‌است.